# Огрличасти пингвин
Огрличасти пингвин (лат. Pygoscelis antarcticus) је врста пингвина из рода Pygoscelis. Добио је име по танкој црној црти испод браде, која изгледа као да носи огрлицу, што га чини једном од најпрепознатљивијих врста пингвина.

## Физичке особине
Огрличасти пингвини порасту до висине од око 68 cm. По сајту „Свијет пингвина“, мужјаци достижу тежину до око 5 kg, а женке око 4,8 kg. Сајт „Library.ThinkQuest.org“ наводи просјек тежине огрличастих пингвина као 4,5 kg.
Користећи крила као пераја, огрличасти пингвини развијају брзину роњења до тридесетак километара на сат, што није много у односу на друге пингвине, и ријетко роне дубље од 60 метара. На копну, огрличасти пингвини се често „санкају“ на стомацима, пуштајући се низ низбрдицу и помажући се ногама и крилима. Из воде излазе на копно користећи и ноге и крила, и често знају доста да скоче из воде да би се дохватили чврсте подлоге.

## Понашање
Ови пингвини граде гнијезда на копну, користећи округло камење. У сезони углавном носе по два јајета, и оба родитеља их пазе подједнако, смјењујући се сваких 5 до 10 дана. У неким случајевима се гнијезде и на ледницима, али углавном теже да избјегну лед.
Млади се легу из јаја након око 35 дана, и имају пуфнасто, лако перје, смеђе позади и бијело напријед. У гнијезду остају 20-30 дана, а након тога се придружују крешеу. У периоду старости од око 50-60 дана наступа митарење, и са новим перјем се придружују одраслима у мору.
Огрличасти пингвини важе за једне од најагресивнијих и најхрабријих пингвина.

## Исхрана
Омиљена храна огрличастих пингвина је крил, али се хране и рибом и других ситним морским животињама. Храну траже углавном у близини обале, али некад отпливају и подаље ка пучини.

## Распрострањеност
Огрличасти пингвини броје око 7,5 милиона јединки, и могу се наћи на Антарктику, Јужној Џорџији и Сендвичким острвима, Јужном Оркнију, Јужним Шетландским острвима, затим острвима Буве, Балени и на острву Петра Првог.